# Jogos do Extremo Oriente de 1927
Os Jogos do Extremo Oriente de 1927 foram a oitava edição do evento multiesportivo, que ocorreu em Xangai, na China. A China venceu esta edição.

## Participantes
Três países participaram do evento:
- China
- Filipinas
- Japão